# Haquin Stridsberg
Haquin Stridsberg, född 1660 i Spånga socken, Uppland, död 24 januari 1718 i Lund, var en svensk filolog, orientalist och professor.

## Biografi
Haquin Stridsberg var son till Haquinus Bartholdi från Segersta socken, kyrkoherde i Spånga, och Elisabet Eriksdotter Gåse som var dotter till makens företrädare. Namnet Stridberg upptogs efter prästgården Stridberga, där han var född.
Stridsberg studerade vid Uppsala universitet och fick på grund av sitt anseende som utmärkt filolog redan 1684 en tjänst vid Lunds universitet som præpositus communitatis och professor i grekiska och österländska språk. År 1712 flyttades han som professor till teologiska fakulteten, inom vilken han 1716 befordrades till professor primarius och domprost. Att döma efter det åminnelsetal, i vilket Andreas Rydelius skildrade Stridsbergs liv och verksamhet, var denne en av sin tids främsta lärare vid Lunds universitet. Hans skrifter utgörs av 29 disputationer, några tal och program.
Hans hustru Ebba var dotter till Nicolaus Olai Hambræus och Christina Hoffman.